# Singoli più venduti nel mondo
La seguente lista contiene i singoli musicali più venduti di sempre a livello mondiale. La soglia minima per essere ammissibile alla seguente lista è 10 milioni di copie vendute a livello globale. I dati provengono da fonti attendibili di vari media, come riviste online, giornali, riviste cartacee e libri.
Secondo il Guinness World Records, White Christmas (1942) di Irving Berlin, nella versione eseguita da Bing Crosby, è il singolo più venduto al mondo, con circa 50 milioni di copie fisiche stimate. Il brano, che viene riconosciuto come "il singolo più venduto di tutti i tempi", è stato pubblicato prima delle classifiche pop/rock dei singoli ed è stato "considerato come il singolo più venduto secondo la primissima edizione de Il Libro dei Record (pubblicato nel 1955), detenendone il titolo ancora oggi dopo più di 50 anni". Il Guinness World Records considera Candle in the Wind 1997/Something About the Way You Look Tonight (1997) di Elton John come il "singolo più venduto da quando sono nate le classifiche di Stati Uniti e Regno Unito negli anni '50 avendo venduto più di 33 milioni di copie fisiche nel mondo". Ciò lo rende il secondo singolo con il maggior numero di copie fisiche vendute a livello mondiale.
Con l'avvenire dell'era digitale le copie fisiche sono state vendute in quantità sempre inferiori. Per questo, di seguito è disponibile una prima lista di copie fisiche vendute (principalmente CD e vinili) e una seconda lista di copie digitali vendute (download digitali che sono stati resi disponibili all'acquisto dai primi anni 2000).

## Maggior numero di copie fisiche vendute

### Almeno 15 milioni di copie fisiche vendute
| Artista/i                            | Singolo                                                          | Pubblicato | Vendite (in milioni) | Fonte/i                 |
| ------------------------------------ | ---------------------------------------------------------------- | ---------- | -------------------- | ----------------------- |
| Bing Crosby                          | White Christmas                                                  | 1942       | 50                   | [ 1 ]                   |
| Elton John                           | Something About the Way You Look Tonight/Candle in the Wind 1997 | 1997       | 33                   | [ 1 ]                   |
| Tino Rossi                           | Petit Papa Noël                                                  | 1946       | 30                   | [ 2 ]                   |
| Bill Haley & His Comets              | Rock Around the Clock                                            | 1954       | 25                   | [ 3 ] [ 4 ]             |
| Whitney Houston                      | I Will Always Love You                                           | 1992       | 24                   | [ 5 ] [ 6 ] [ 7 ] [ 8 ] |
| Elvis Presley                        | It's Now or Never                                                | 1960       | 20                   | [ 9 ] [ 10 ]            |
| USA for Africa                       | We Are the World                                                 | 1985       | 20                   | [ 11 ]                  |
| The Ink Spots                        | If I Didn't Care                                                 | 1939       | 19                   | [ 12 ]                  |
| Celine Dion                          | My Heart Will Go On                                              | 1997       | 18                   | [ 13 ]                  |
| Mariah Carey                         | All I Want For Christmas Is You'                                 | 1994       | 16                   | [ 14 ]                  |
| Baccara                              | Yes Sir, I Can Boogie                                            | 1977       | 16                   | [ 15 ]                  |
| Michael Jackson                      | Billie Jean                                                      | 1983       | 15                   | [ 16 ] [ 17 ] [ 18 ]    |
| Bryan Adams                          | (Everything I Do) I Do It for You                                | 1991       | 15                   | [ 19 ]                  |
| John Travolta and Olivia Newton-John | You're the One That I Want                                       | 1978       | 15                   | [ 20 ]                  |

### 10–14.9milioni di copie
| Artista/i                        | Singolo                                    | Pubblicato | Vendite (in milioni) | Fonte/i              |
| -------------------------------- | ------------------------------------------ | ---------- | -------------------- | -------------------- |
| Whitney Houston                  | I Wanna Dance with Somebody (Who Loves Me) | 1987       | 14                   | [ 21 ]               |
| Gloria Gaynor                    | I Will Survive                             | 1978       | 14                   | [ 22 ]               |
| The Andrews Sisters              | Bei Mir Bist Du Schön                      | 1937       | 14                   | [ 23 ]               |
| Scorpions                        | Wind of Change                             | 1991       | 14                   | [ 24 ]               |
| Prince Nico Mbarga               | Sweet Mother                               | 1976       | 13                   | [ 25 ]               |
| Kyu Sakamoto                     | Sukiyaki                                   | 1963       | 13                   | [ 26 ]               |
| Gene Autry                       | Rudolph the Red-Nosed Reindeer             | 1949       | 12.5                 | [ 27 ]               |
| The Beatles                      | I Want to Hold Your Hand                   | 1963       | 12                   | [ 9 ]                |
| Andrea Bocelli & Sarah Brightman | Time to Say Goodbye                        | 1996       | 12                   | [ 28 ]               |
| Village People                   | Y.M.C.A.                                   | 1978       | 12                   | [ 29 ]               |
| Band Aid                         | Do They Know It's Christmas?               | 1984       | 11.7                 | [ 30 ]               |
| Los del Río                      | Macarena                                   | 1995       | 11                   | [ 31 ]               |
| Cher                             | Believe                                    | 1998       | 11                   | [ 32 ] [ 33 ]        |
| Carl Douglas                     | Kung Fu Fighting                           | 1974       | 11                   | [ 34 ] [ 35 ]        |
| George McCrae                    | Rock Your Baby                             | 1974       | 11                   | [ 9 ]                |
| Mills Brothers                   | Paper Doll                                 | 1943       | 11                   | [ 9 ]                |
| Roger Whittaker                  | The Last Farewell                          | 1975       | 11                   | [ 36 ]               |
| Bing Crosby                      | Silent Night                               | 1935       | 10                   | [ 37 ]               |
| ABBA                             | Fernando                                   | 1976       | 10                   | [ 38 ]               |
| Roy Acuff                        | Wabash Cannonball                          | 1942       | 10                   | [ 9 ]                |
| Paul Anka                        | Diana                                      | 1957       | 10                   | [ 39 ]               |
| Toni Braxton                     | Un-Break My Heart                          | 1996       | 10                   | [ 40 ]               |
| George Harrison                  | My Sweet Lord                              | 1970       | 10                   | [ 41 ]               |
| Middle of the Road               | Chirpy Chirpy Cheep Cheep                  | 1971       | 10                   | [ 9 ]                |
| The Monkees                      | I'm a Believer                             | 1966       | 10                   | [ 42 ]               |
| Panjabi MC                       | Mundian To Bach Ke                         | 1998       | 10                   | [ 43 ]               |
| Patti Page                       | Tennessee Waltz                            | 1950       | 10                   | [ 44 ] [ 45 ] [ 46 ] |
| The Penguins                     | Earth Angel                                | 1954       | 10                   | [ 47 ]               |
| Elvis Presley                    | Hound Dog                                  | 1956       | 10                   | [ 48 ]               |
| Procol Harum                     | A Whiter Shade of Pale                     | 1967       | 10                   | [ 9 ]                |
| Boney M.                         | Rivers of Babylon                          | 1978       | 10                   | [ 49 ]               |
| Britney Spears                   | ...Baby One More Time                      | 1998       | 10                   | [ 50 ]               |
| The Knack                        | My Sharona                                 | 1979       | 10                   | [ 51 ] [ 52 ]        |

## Maggior numero di copie digitali vendute

### Almeno 15 milioni di copie digitali vendute
| Artista/i                           | Singolo                  | Pubblicato | Vendite (in milioni) | Fonte/i              |
| ----------------------------------- | ------------------------ | ---------- | -------------------- | -------------------- |
| Xiao Zhan                           | Spotlight (光点)         | 2020       | 54.12                | [ 53 ]               |
| Ed Sheeran                          | Shape of You             | 2017       | 41.5                 | [ 54 ] [ 55 ] [ 56 ] |
| Luis Fonsi featuring Daddy Yankee   | Despacito                | 2017       | 36.1                 | [ 55 ] [ 56 ]        |
| Rihanna featuring Drake             | Work                     | 2016       | 32.5                 | [ 16 ]               |
| The Chainsmokers & Coldplay         | Something Just Like This | 2017       | 21.5                 | [ 55 ] [ 56 ]        |
| Ed Sheeran                          | Perfect                  | 2017       | 21.4                 | [ 55 ] [ 56 ]        |
| Wiz Khalifa featuring Charlie Puth  | See You Again            | 2015       | 20.9                 | [ 57 ]               |
| The Chainsmokers featuring Halsey   | Closer                   | 2016       | 20.7                 | [ 55 ] [ 58 ]        |
| Adele                               | Rolling in the Deep      | 2011       | 20.6                 | [ 59 ] [ 60 ] [ 61 ] |
| Mark Ronson featuring Bruno Mars    | Uptown Funk              | 2015       | 20                   | [ 57 ]               |
| Billie Eilish                       | Bad Guy                  | 2019       | 19.5                 | [ 62 ]               |
| Ed Sheeran                          | Thinking Out Loud        | 2015       | 19.5                 | [ 57 ]               |
| Camila Cabello featuring Young Thug | Havana                   | 2017       | 19.0                 | [ 55 ] [ 56 ]        |
| Lil Nas X                           | Old Town Road            | 2018       | 18.4                 | [ 62 ]               |
| Carly Rae Jepsen                    | Call Me Maybe            | 2011       | 18.0                 | [ 63 ]               |
| Taylor Swift                        | Love Story               | 2008       | 18.0                 | [ 64 ]               |
| Adele                               | Someone Like You         | 2011       | 17.0                 | [ 65 ]               |
| Rihanna                             | Needed Me                | 2016       | 17.0                 | [ 16 ]               |
| Shawn Mendes & Camila Cabello       | Señorita                 | 2019       | 16.1                 | [ 62 ]               |
| Imagine Dragons                     | Believer                 | 2017       | 15.4                 | [ 66 ] [ 67 ]        |
| Drake                               | God's Plan               | 2018       | 15.3                 | [ 56 ]               |
| Rihanna                             | Love on the Brain        | 2016       | 15.0                 | [ 16 ]               |

### 10–14.99milioni di copie
| Artista/i                              | Singolo                          | Pubblicato | Vendite (in milioni) | Fonte/i                     |
| -------------------------------------- | -------------------------------- | ---------- | -------------------- | --------------------------- |
| Robin Thicke featuring T.I. e Pharrell | Blurred Lines                    | 2013       | 14.8                 | [ 68 ]                      |
| Maroon 5 featuring Christina Aguilera  | Moves Like Jagger                | 2011       | 14.4                 | [ 69 ]                      |
| Kesha                                  | Tik Tok                          | 2009       | 14                   | [ 70 ]                      |
| Lady Gaga                              | Poker Face                       | 2008       | 14                   | [ 71 ]                      |
| Pharrell Williams                      | Happy                            | 2013       | 13.9                 | [ 72 ]                      |
| Maroon 5                               | Sugar                            | 2015       | 13.5                 | [ 57 ]                      |
| Post Malone & Swae Lee                 | Sunflower                        | 2018       | 13.4                 | [ 62 ]                      |
| Macklemore & Ryan Lewis featuring Wanz | Thrift Shop                      | 2012       | 13.4                 | [ 68 ]                      |
| Ariana Grande                          | 7 Rings                          | 2019       | 13.3                 | [ 62 ]                      |
| Katy Perry featuring Juicy J           | Dark Horse                       | 2013       | 13.2                 | [ 72 ]                      |
| Major Lazer & DJ Snake featuring MØ    | Lean On                          | 2015       | 13.1                 | [ 57 ]                      |
| Gotye featuring Kimbra                 | Somebody That I Used to Know     | 2011       | 13                   | [ 73 ]                      |
| Ellie Goulding                         | Love Me like You Do              | 2015       | 12.6                 | [ 57 ]                      |
| Drake featuring Wizkid & Kyla          | One Dance                        | 2016       | 12.5                 | [ 58 ]                      |
| Bruno Mars                             | Just the Way You Are             | 2010       | 12.5                 | [ 74 ]                      |
| Adele                                  | Hello                            | 2015       | 12.3                 | [ 57 ]                      |
| John Legend                            | All of Me                        | 2013       | 12.3                 | [ 72 ]                      |
| Jason Mraz                             | I'm Yours                        | 2008       | 12.2                 | [ 75 ] [ 76 ] [ 77 ] [ 78 ] |
| Flo Rida featuring Kesha               | Right Round                      | 2009       | 12                   | [ 79 ]                      |
| Flo Rida featuring T-Pain              | Low                              | 2007       | 12                   | [ 80 ]                      |
| Lady Gaga                              | Bad Romance                      | 2009       | 12                   | [ 81 ]                      |
| Maroon 5 featuring Cardi B             | Girls Like You                   | 2018       | 11.9                 | [ 56 ]                      |
| Justin Bieber                          | Love Yourself                    | 2015       | 11.7                 | [ 58 ]                      |
| Tones and I                            | Dance Monkey                     | 2019       | 11.4                 | [ 62 ]                      |
| Avicii featuring Aloe Blacc            | Wake Me Up                       | 2013       | 11.1                 | [ 68 ]                      |
| Sia featuring Sean Paul                | Cheap Thrills                    | 2016       | 11.1                 | [ 58 ]                      |
| Meghan Trainor                         | All About That Bass              | 2014       | 11                   | [ 72 ]                      |
| Tia Ray                                | Be Apart                         | 2018       | 10.9                 | [ 56 ]                      |
| Idina Menzel                           | Let It Go                        | 2013       | 10.9                 | [ 72 ]                      |
| Justin Bieber                          | Sorry                            | 2015       | 10.8                 | [ 58 ]                      |
| Lukas Graham                           | 7 Years                          | 2015       | 10.4                 | [ 58 ]                      |
| Ed Sheeran & Justin Bieber             | I Don't Care                     | 2019       | 10.3                 | [ 62 ]                      |
| Lady Gaga & Bradley Cooper             | Shallow                          | 2018       | 10.2                 | [ 62 ]                      |
| The Chainsmokers featuring Daya        | Don't Let Me Down                | 2016       | 10.2                 | [ 58 ]                      |
| Lorde                                  | Royals                           | 2013       | 10                   | [ 82 ]                      |
| Bruno Mars                             | Grenade                          | 2010       | 10.2                 | [ 74 ]                      |
| Mike Posner                            | I Took a Pill in Ibiza           | 2015       | 10                   | [ 58 ]                      |
| Shakira featuring Freshlyground        | Waka Waka (This Time for Africa) | 2010       | 10                   | [ 83 ]                      |
| Shakira featuring Wyclef Jean          | Hips Don't Lie                   | 2006       | 10                   | [ 84 ]                      |
| Lady Gaga featuring Colby O'Donis      | Just Dance                       | 2008       | 10                   | [ 85 ]                      |

Note:
1. 1 2 3 4 5 6 7 8 9 10 11 12 13 14 15 16 17 18 19 20 21 22 23 24 25 26 27 28 29 30 31 32 33 34 35 36 37 38 39 40 41 42 43 44 45  Il totale include anche le unità equivalenti ad album

## Singoli più venduti per anno
| Anno | Artista/i       | Singolo                        | Fonte/i |
| ---- | --------------- | ------------------------------ | ------- |
| 1966 | Barry Sadler    | The Ballad of the Green Berets | [ 86 ]  |
| 1968 | The Beatles     | Hey Jude                       | [ 87 ]  |
| 1969 | The Archies     | Sugar, Sugar                   | [ 88 ]  |
| 1990 | Madonna         | Vogue                          | [ 89 ]  |
| 1992 | Whitney Houston | I Will Always Love You         | [ 90 ]  |
| 1998 | Celine Dion     | My Heart Will Go On            | [ 91 ]  |

| Anno | Artista/i                              | Singolo              | Vendite (in milioni) | Fonte/i       |
| ---- | -------------------------------------- | -------------------- | -------------------- | ------------- |
| 2007 | Avril Lavigne                          | Girlfriend           | 7.3                  | [ 92 ]        |
| 2008 | Lil Wayne featuring Static Major       | Lollipop             | 9.1                  | [ 93 ]        |
| 2009 | Lady Gaga                              | Poker Face           | 9.8                  | [ 76 ]        |
| 2010 | Kesha                                  | Tik Tok              | 12.8                 | [ 94 ]        |
| 2011 | Bruno Mars                             | Just the Way You Are | 12.5                 | [ 74 ]        |
| 2012 | Carly Rae Jepsen                       | Call Me Maybe        | 12.5                 | [ 95 ]        |
| 2013 | Robin Thicke featuring T.I. e Pharrell | Blurred Lines        | 14.8                 | [ 68 ]        |
| 2014 | Pharrell Williams                      | Happy                | 13.9                 | [ 72 ]        |
| 2015 | Wiz Khalifa featuring Charlie Puth     | See You Again        | 20.9                 | [ 57 ]        |
| 2016 | Drake featuring Wizkid e Kyla          | One Dance            | 12.5                 | [ 58 ]        |
| 2017 | Ed Sheeran                             | Shape of You         | 26.6                 | [ 55 ]        |
| 2018 | Camila Cabello featuring Young Thug    | Havana               | 19.0                 | [ 55 ] [ 56 ] |
| 2019 | Billie Eilish                          | Bad Guy              | 19.5                 | [ 96 ]        |
| 2020 | The Weeknd                             | Blinding Lights      | N.D.                 | [ 97 ]        |
| 2021 | The Weeknd                             | Save Your Tears      | N.D.                 | [ 97 ]        |
| 2022 | Harry Styles                           | As It Was            | N.D.                 | [ 98 ]        |
| 2023 | Miley Cyrus                            | Flowers              | N.D.                 | [ 99 ]        |
| 2024 | Benson Boone                           | Beautiful Things     | N.D.                 | [ 100 ]       |

Note

1. ↑  La maggior parte include anche le unità equivalenti ad album
2. ↑  IFPI riporta 2.72 miliardi di streaming a livello globale
3. ↑  IFPI riporta 2.15 miliardi di streaming a livello globale
4. ↑  IFPI riporta 2.28 miliardi di streaming a livello globale
5. ↑  IFPI riporta 2.70 miliardi di streaming a livello globale
6. ↑  IFPI riporta 2,11 miliardi di streaming a livello globale